# American Amateur Hockey League

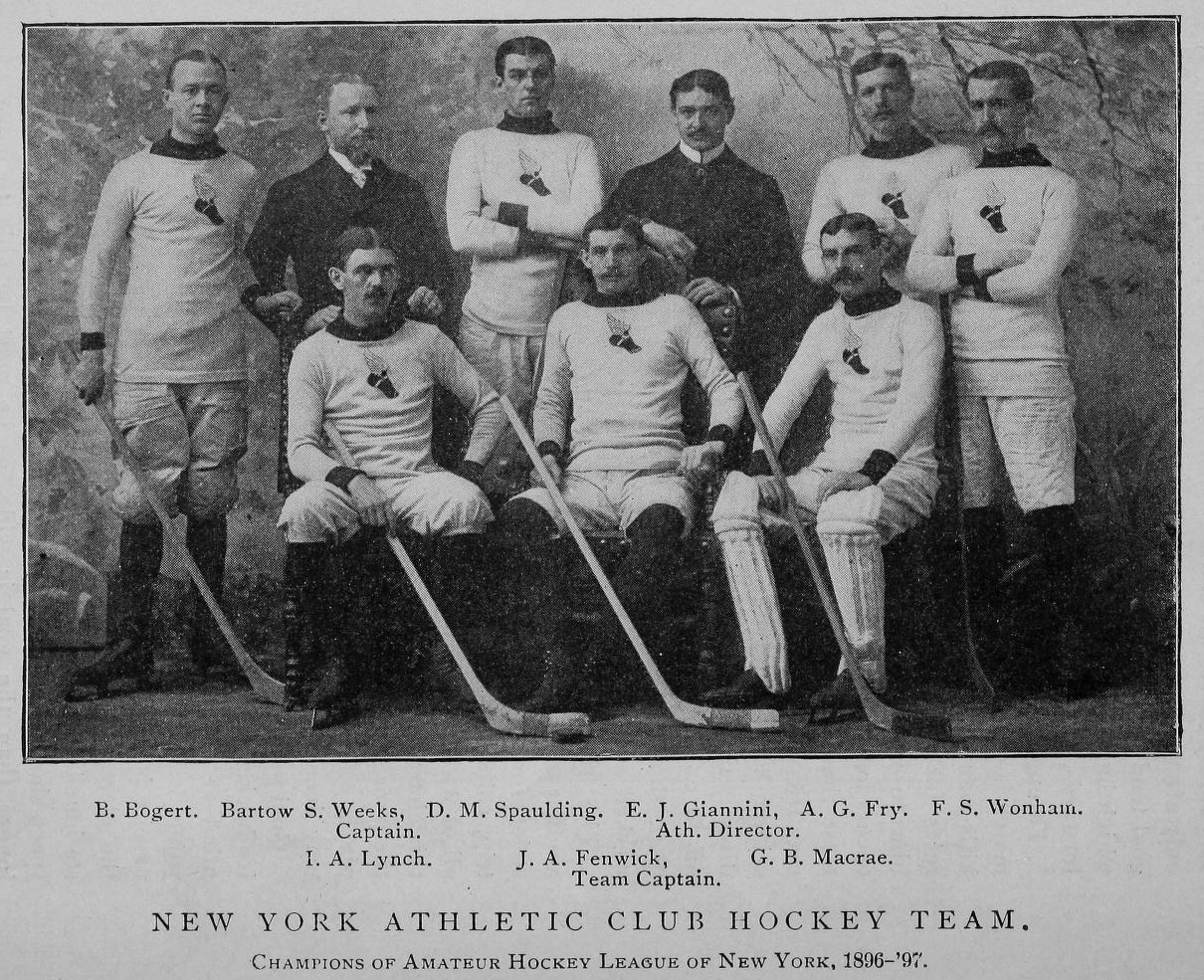
New York Athletic Club säsongen 1896–1897.

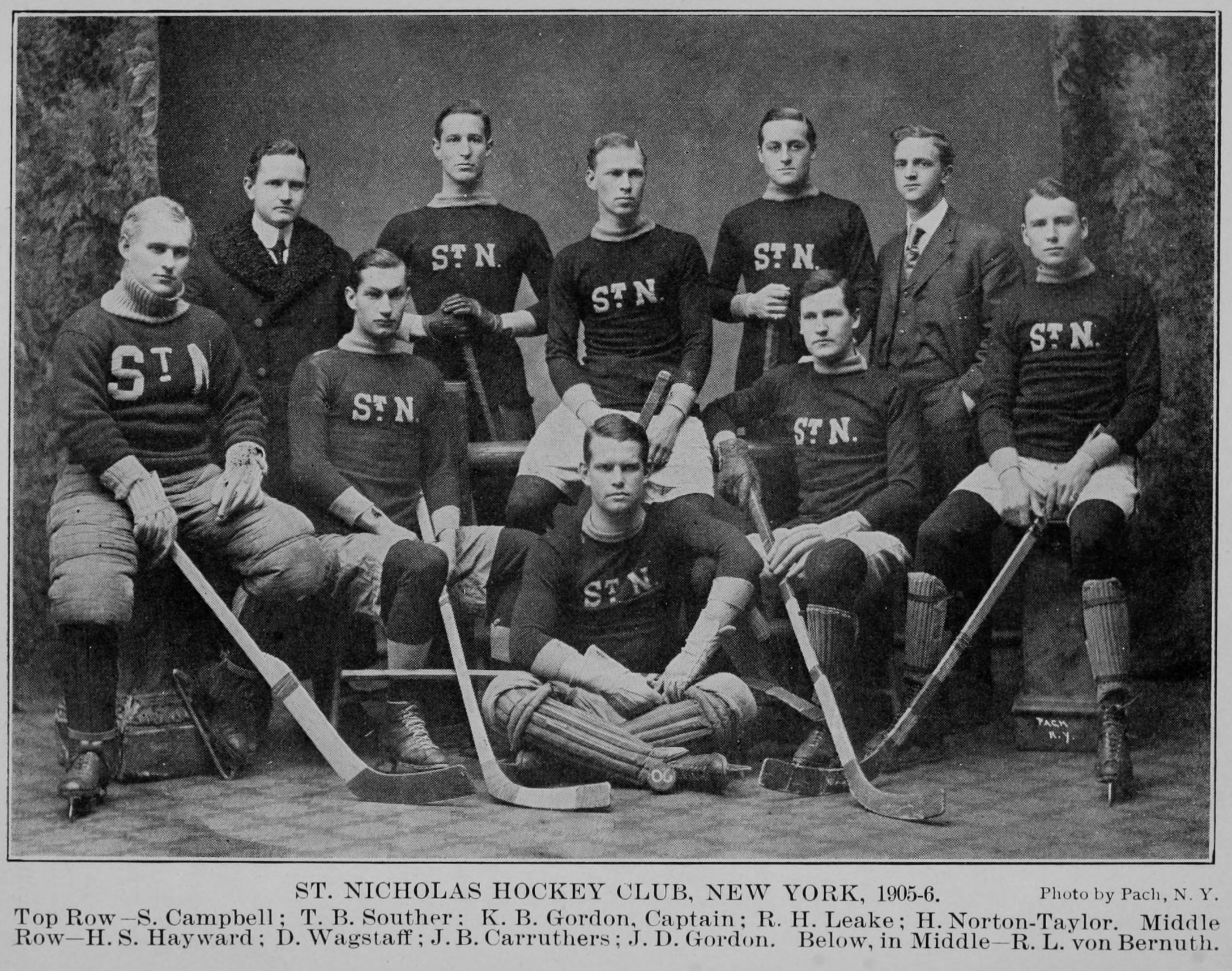
St. Nicholas Hockey Club säsongen 1905–1906.

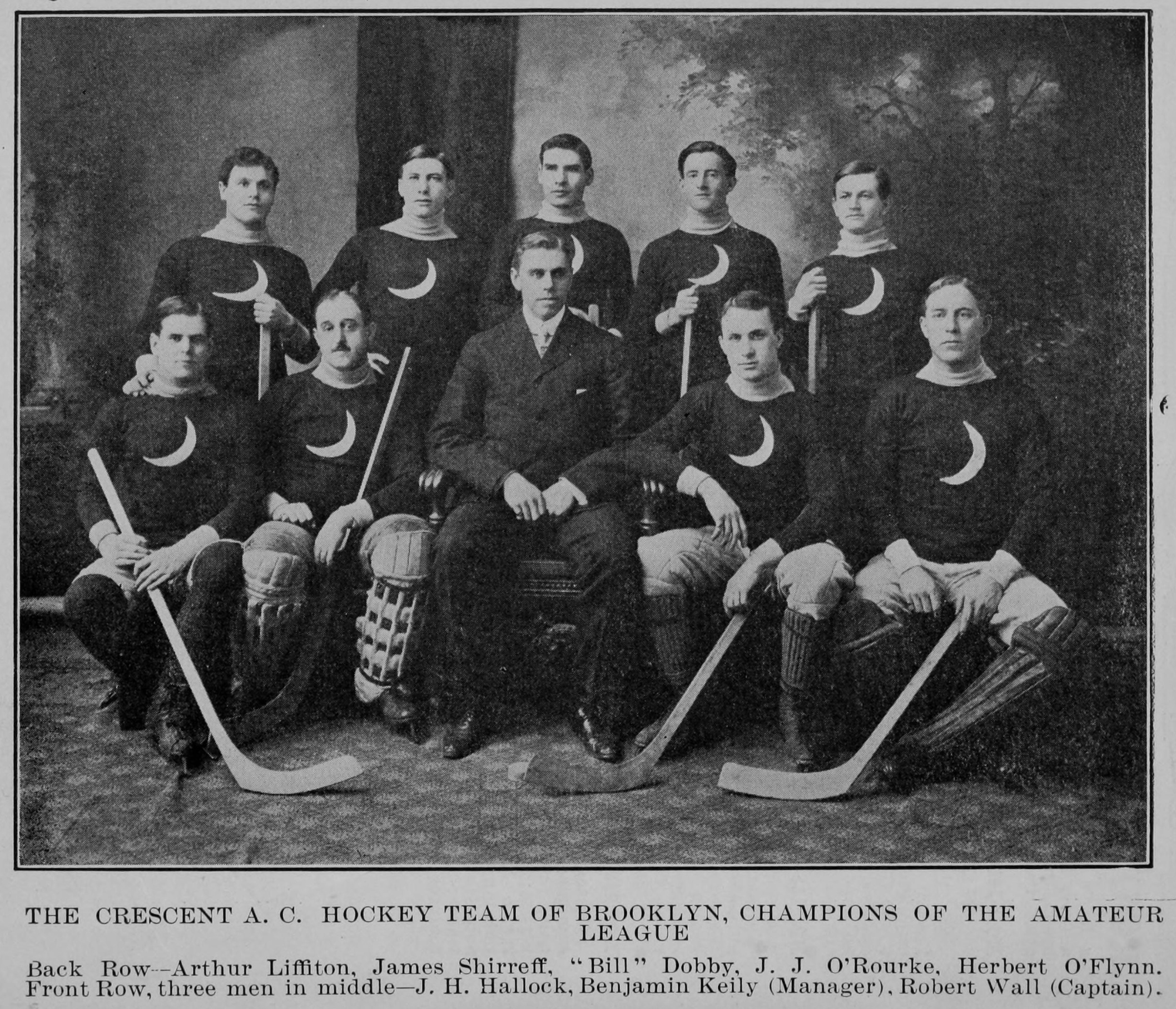
Brooklyn Crescents säsongen 1905–1906.

American Amateur Hockey League, AAHL, var en amerikansk ishockeyliga på amatörnivå verksam i New York och Boston åren 1896–1918. AAHL utgjordes uteslutande av lag från New York och New Jersey, förutom säsongen 1900–1901 då Quaker City Hockey Club från Philadelphia deltog i ligaspelet, fram till och med säsongen 1914–1915 då Boston Athletic Association anslöt till ligan.

## Spelare
Den berömde amerikanske idrottaren Hobey Baker, som valdes in i Hockey Hall of Fame 1945, spelade två säsonger i AAHL åren 1914–1916 för St. Nicholas Hockey Club i New York. Bröderna Sprague och Odie Cleghorn, av vilka Sprague är invald i Hockey Hall of Fame, spelade en säsong för New York Wanderers 1909–1910.
AAHL utgjordes annars till större delen av amerikanska före detta college-spelare från bland annat Harvard, Yale och Princeton, men även kanadensiska spelare som Bill Dobby, Arthur Liffiton, Tom "Attie" Howard och Horace Gaul spelade i ligan.

## Lagen
Klubbarnas smeknamn inom citationstecken
- Crescent Athletic Club, "Brooklyn Crescents", även "New Mooners"
- Brooklyn Skating Club
- New York Athletic Club, "Winged Footers" eller "Mercury Footers"
- New York Hockey Club
- New York Wanderers
- St. Nicholas Hockey  Club
- Montclair Athletic Club, New Jersey
- New York Naval Reserves
- Quaker City Hockey Club (Philadelphia), 1900–01
- New York Irish-Americans
- Boston Athletic Association, 1914–1917
- Harvard Club, Boston, 1915–16
- Arena Hockey Club, Boston, 1916–17
- Boston Hockey Club, 1916–17

## Säsonger
| Säsong    | Mästare                     |
| --------- | --------------------------- |
| 1896–1897 | New York Athletic Club      |
| 1897–1898 | New York Athletic Club      |
| 1898–1899 | Brooklyn Skating Club       |
| 1899–1900 | Crescent Athletic Club      |
| 1900–1901 | Crescent Athletic Club      |
| 1901–1902 | Crescent Athletic Club      |
| 1902–1903 | Crescent Athletic Club      |
| 1903–1904 | New York Wanderers          |
| 1904–1905 | Crescent Athletic Club      |
| 1905–1906 | Crescent Athletic Club      |
| 1906–1907 | St. Nicholas Hockey Club    |
| 1907–1908 | Crescent Athletic Club      |
| 1908–1909 | New York Athletic Club      |
| 1909–1910 | New York Athletic Club      |
| 1910–1911 | Crescent Athletic Club      |
| 1911–1912 | Crescent Athletic Club      |
| 1912–1913 | New York Hockey Club        |
| 1913–1914 | St. Nicholas Hockey Club    |
| 1914–1915 | St. Nicholas Hockey Club    |
| 1915–1916 | Boston Athletic Association |
| 1916–1917 | Boston Athletic Association |
| 1917–1918 | New York Hockey Club        |

Källa: